# Dieudonné Gauthy
Dieudonné Gauthy (Pepinster, 19 de maig de 1893 - Clermont sur Berwinne, 24 de gener de 1957) va ser un ciclista belga que fou professional entre 1913 i 1920. La Primera Guerra Mundial va suposar una aturada en la seva progressió.
Durant la seva carrera aconseguí 8 victòries, entre elles la Volta a Bèlgica.

## Palmarès
- 1912
  - 1r a la Brussel·les-Lieja
  - 1r a la Lijea-Bastogne-Lieja dels independents
- 1913
  - 1r de la Volta a Bèlgica i vencedor d'una etapa
  - 1r de la Bruxelles-Oupeye
- 1919
  - 1r a la Retinne-Marche-Retinne
  - Vencedor de 2 etapes de la Volta a Bèlgica

### Resultats al Tour de França
- 1914. Abandona (3a etapa)